# Parque Nacional de Lorentz
O Parque Nacional de Lorentz é a maior área de proteção no sudeste asiático (2.5 mil ha.) e a única área protegida no mundo que incorpora uma sequência contínua e intacta de ambientes que vão de áreas nevadas até um ambiente tropical marinho, passando por extensas planícies e florestas tropicais húmidas. Localizado na reunião de contacto entre duas placas continentais em colisão, a área tem uma geologia complexa com formação montanhosa esculpida através de glaciações. A área também contém sítios fósseis que registram a evolução da vida na Nova Guiné, um alto nível de endemismo e o mais alto nível de biodiversidade da região.